# Underklänning
Underklänning är ett tunt ärmlöst damunderplagg med kjol som tillverkas av till exempel nylon, bomull eller siden och ibland har spetsapplikationer. Underklänningen används under vanlig klänning för att denna skall få ett följsamt fall. De flesta underklänningar räcker till strax nedanför knäna. Normalt ska underklänningen, liksom underkjolen, inte synas, men undantag förekommer.

## Historia
Den första underklänningen med smala axelband och bröstkupor kom år 1805. Den började räknas som ett separat plagg omkring år 1925. Åren 1947–1963 anses vara underklänningens guldålder, då Van Raalte, Vanity Fair, Warner’s, Maidenform, Kayser, Vassarette, Renée of Hollywood och Lucie Ann producerade särskilt eleganta och vackra underklänningar. Vid denna tid började bystpartiet att betonas och dekorerades med spets, plisseringar, broderier, applikationer eller rosetter.
Från 1990-talet har plagget delvis fallit ur bruk i Sverige till förmån för underkjolen. Damplagget slipklänning påminner om underklänningen.

## Filmer
I Katt på hett plåttak från 1958 försöker Elizabeth Taylor iförd en krämfärgad underklänning förföra sin motvillige make, spelad av Paul Newman.

## Bildgalleri

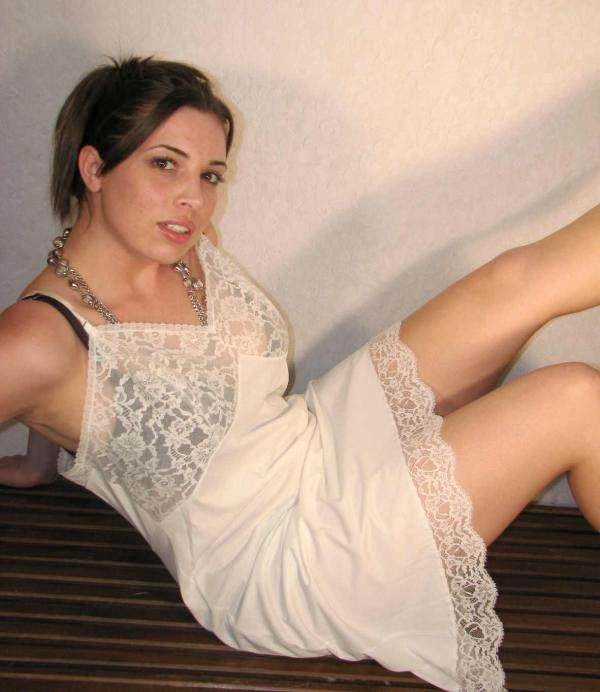
Kvinna iförd underklänning.
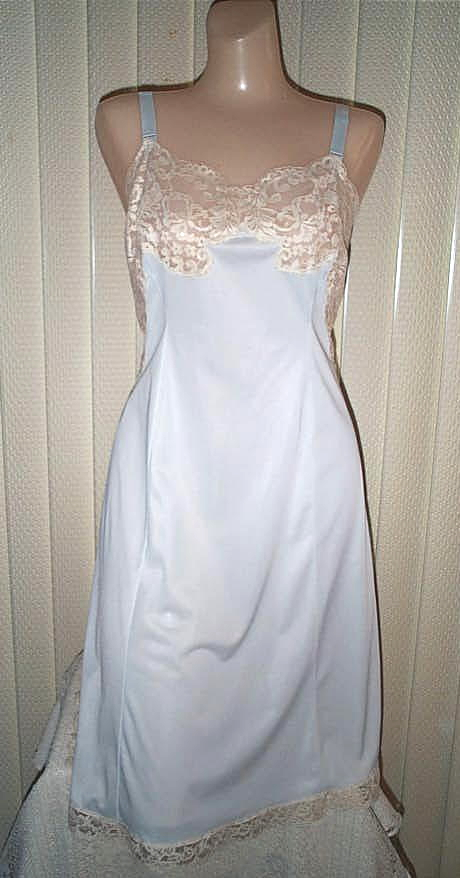
Ljusblå underklänning.
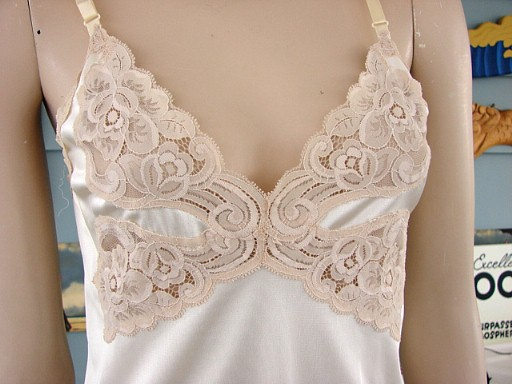
Underklänning med écruspets.
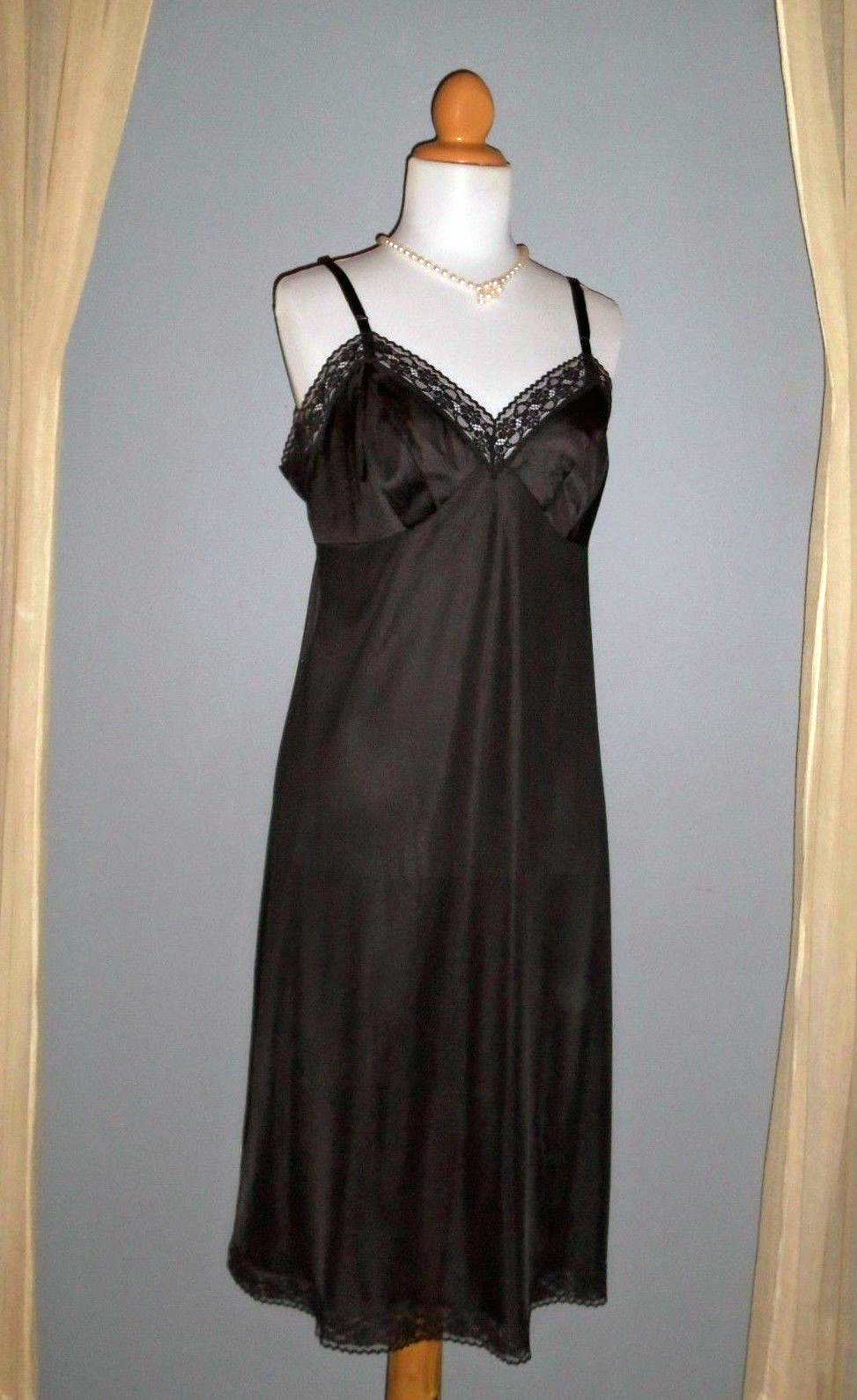
Svart underklänning från Vanity Fair.
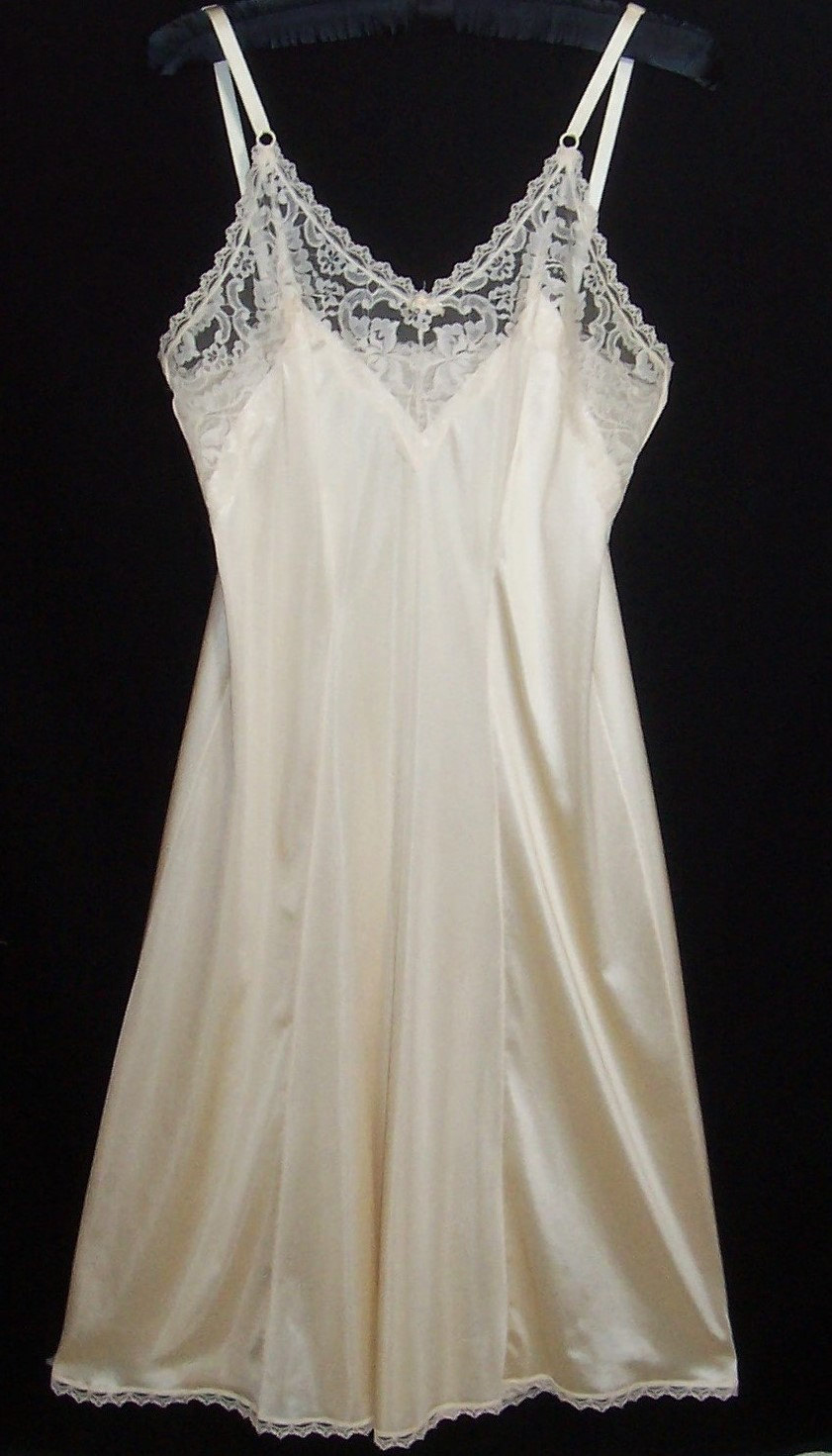
Underklänning med spets.
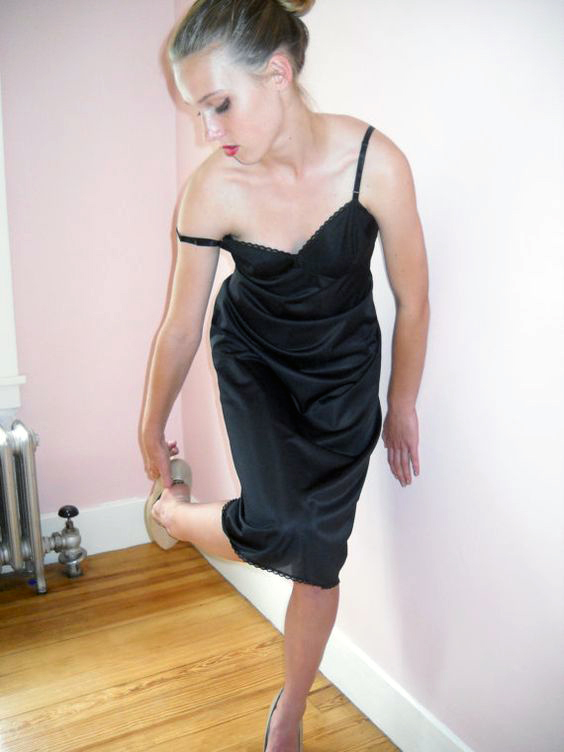
Kvinna iförd svart underklänning.